# Дементьевский сельский округ
Дементьевский сельский округ — упразднённая административно-территориальная единица, существовавшая на территории Раменского района Московской области в 1994—2006 годах.
Дементьевский сельсовет был образован в первые годы советской власти. По данным 1919 года он входил в состав Раменской волости Бронницкого уезда Московской губернии.
В 1926 году Дементьевский с/с включал 1 населённый пункт — деревню Дементьево.
В 1929 году Дементьевский с/с был отнесён к Раменскому району Московского округа Московской области. При этом к нему был присоединён Игумновский с/с.
25 января 1952 года к Дементьевскому с/с был присоединён Донинский сельсовет.
3 июня 1959 года Раменский район был упразднён и Дементьевский с/с вошёл в Люберецкий район.
28 июля 1960 года Дементьевский с/с был передан в восстановленный Раменский район.
1 февраля 1963 года Раменский район был вновь упразднён и Дементьевский с/с вошёл в Люберецкий сельский район. 11 января 1965 года Дементьевский с/с был возвращён в восстановленный Раменский район.
3 февраля 1994 года Дементьевский с/с был преобразован в Дементьевский сельский округ.
19 октября 2004 года из Вялковского с/о в Дементьевский были переданы деревни Поповка и Хрипань.
В ходе муниципальной реформы 2004—2005 годов Дементьевский сельский округ прекратил своё существование как муниципальная единица. При этом все его населённые пункты были переданы в городское поселение Кратово.
29 ноября 2006 года Дементьевский сельский округ исключён из учётных данных административно-территориальных и территориальных единиц Московской области.